# Журналіст (фільм, 2016)
«Журналіст» (англ. Manhattan Nocturne / Manhattan Night, досл. «Мангеттенський ноктюрн» або «Мангеттенська ніч») — кримінальний детектив 2016 року з Едрієном Броуді та Івонн Страховскі в головних ролях. Сценарій фільму заснований на романі Коліна Гаррісона «Мангеттенський ноктюрн».

## Сюжет
Керолайн Кроулі звертається до успішного журналіста Портера Рена з проханням розслідувати нещодавнє вбивство її чоловіка Саймона Кроулі. Тіло Кроулі було знайдено в зруйнованому будинку. Поліція не знаходить жодних зачіпок, як і чому чоловік міг бути там.
Керолайн запрошує журналіста до себе, щоб показати поліційні звіти, та спокушає його. Бос Рена, Гоббс, дізнавшись про зв'язок Портера з Кроулі, дає йому завдання знайти у неї карту пам'яті з відео. Сама Керолайн теж хотіла б отримати її. Журналіст починає шукати запис у будинку батька вбитого Саймона. У нього з'являється зачіпка. Головний герой іде в будинок місіс Сігал, де й знаходить відео.
Портер повертає карту пам'яті Гоббсу, а той дає йому ключ. Журналіст здогадується, що він від будинку, де було знайдено мертвого Саймона. На місці злочину головний герой знаходить відеокамеру із записом, на якому Саймон випитує у Керолайн її таємницю, а вона його вбиває. Копію запису Рен повертає Керолайн, залишивши собі оригінал.

## У ролях
| Актор            | Роль            |
| ---------------- | --------------- |
| Едрієн Броуді    | Портер Рен      |
| Івонн Страховскі | Керолайн Кроулі |
| Дженніфер Білз   | Ліза Рен        |
| Кемпбелл Скотт   | Саймон Кроулі   |
| Лінда Лавін      | Норма           |
| Стівен Беркофф   | Гоббс           |
| Стен Карп        | містер Кроулі   |

## Створення фільму

### Виробництво
Зйомки фільму проходили в Нью-Йорку, США.

### Знімальна група
- Кінорежисер — Браян ДеК'юбеліс
- Сценарист — Браян ДеК'юбеліс
- Кінопродюсери — Браян ДеК'юбеліс, Едрієн Броуді, Стівен Клінскі
- Композитор — Джоель Дуек
- Кінооператор — Девід Тамблеті
- Кіномонтаж — Енді Кіер
- Художник-постановник — Ліза Маєрс
- Художники-декоратори — Абігейл Бенавідес, Бріджет Рафферті
- Художник з костюмів — Хаві Елкайм, Джастін Сеймур
- Підбір акторів — Сіг Де Мігель, Стівен Вінсент[3].

## Сприйняття
Фільм отримав переважно негативні відгуки. На сайті Rotten Tomatoes оцінка стрічки становить 33 % на основі 21 відгук від критиків (середня оцінка 4,8/10) і 54 % від глядачів із середньою оцінкою 3,4/5 (620 голосів). Фільму зарахований «гнилий помідор» від кінокритиків та «розсипаний попкорн» від глядачів, Internet Movie Database — 6,2/10 (8726 голосів), Metacritic — 44/100 (14 відгуків критиків) і 4,8/10 від глядачів (15 голосів).